# Dezhou
Dezhou is een stad in de gelijknamige prefectuur in het noordwesten van de provincie Shandong, China. Bij de volkstelling van 2020 had de stad 843.372 inwoners, de gehele prefectuur had 5.611.194 inwoners.
Dezhou ligt op een knooppunt van allerlei wegen, waterwegen en spoorlijnen. De bevolking is sterk homogeen, bijna 100% Han-chinezen, een klein deel Manchu.

## Geboren
- Wang Xinxin (1998), beachvolleyballer